# Тур WTA 2003
Тур WTA - серія елітних професійних жіночих тенісних турнірів, організованих Жіночою тенісною асоціацією (WTA). Тур WTA включає: чотири турніри Великого шолома, Чемпіонат Туру WTA, а також турніри 1-ї, 2-ї, 3-ї, 4-ї та 5-ї категорії. Турніри ITF не є частиною Туру WTA, хоча за їх результатами зараховуються очки у залік рейтингу WTA.

## Графік
Нижче наведено повний розклад змагань Туру WTA 2003.

### Легенда
| Турніри Великого шолома      |
| Чемпіонат закінчення року    |
| Турніри 1-ї категорії        |
| Турніри 2-ї категорії        |
| Турніри 3-ї категорії        |
| Турніри 4-ї та 5-ї категорій |
| Командні змагання            |

### Січень
| Week              | Турнір | Чемпіонки                                       | Фіналістки                           | Півфіналістки                                                     | Чвертьфіналістки                                                          |
| ----------------- | --- | ----------------------------------------------- | ------------------------------------ | ----------------------------------------------------------------- | ------------------------------------------------------------------------- |
| 30 грудня         | Кубок Гопмана Перт, Австралія Hopman Cup Хард (п) – 8 команд (ГР)                                                                             | США 3–0                                         | Австралія                            | Програли в круговому турнірі (група A) Бельгія Іспанія Узбекистан | Програли в круговому турнірі (група B) Чехія Словаччина Італія            |
| 30 грудня         | Uncle Tobys Hardcourts Голд-Кост, Австралія Турнір 3-ї категорії $170,000 - Хард - 30S/32Q/16D Одиночний розряд - Парний розряд               | Наталі Деші 6–3, 3–6, 6–3                       | Марі-Гаяне Мікаелян                  | Патті Шнідер Олена Бовіна                                         | Меган Шонессі Марія Санчес Лоренсо Татьяна Гарбін Барбара Шетт            |
| 30 грудня         | Uncle Tobys Hardcourts Голд-Кост, Австралія Турнір 3-ї категорії $170,000 - Хард - 30S/32Q/16D Одиночний розряд - Парний розряд               | Світлана Кузнецова Мартіна Навратілова 6–4, 6–4 | Наталі Деші Емілі Луа                | Патті Шнідер Олена Бовіна                                         | Меган Шонессі Марія Санчес Лоренсо Татьяна Гарбін Барбара Шетт            |
| 30 грудня         | ASB Classic Окленд, Нова Зеландія Турнір 4-ї категорії $140,000 - Хард - 32S/32Q/16D Одиночний розряд - Парний розряд                         | Елені Даніліду 6–4, 4–6, 7–6(7–2)               | Чо Юн Чон                            | Anna Пістолезі Еммануель Гальярді                                 | Джилл Крейбас Віра Звонарьова Лора Гренвілл Паола Суарес                  |
| 30 грудня         | ASB Classic Окленд, Нова Зеландія Турнір 4-ї категорії $140,000 - Хард - 32S/32Q/16D Одиночний розряд - Парний розряд                         | Терін Ешлі Абігейл Спірс 6–2, 2–6, 6–0          | Кара Блек Олена Лиховцева            | Anna Пістолезі Еммануель Гальярді                                 | Джилл Крейбас Віра Звонарьова Лора Гренвілл Паола Суарес                  |
| 6 січня           | Adidas International Сідней, Австралія Турнір 2-ї категорії $585,000 - Хард - 28S/32Q/16D Одиночний розряд - Парний розряд                    | Кім Клейстерс 6–4, 6–3                          | Ліндсі Девенпорт                     | Тетяна Панова Жустін Енен-Арденн                                  | Ольга Барабанщикова Даніела Гантухова Аманда Кетцер Чанда Рубін           |
| 6 січня           | Adidas International Сідней, Австралія Турнір 2-ї категорії $585,000 - Хард - 28S/32Q/16D Одиночний розряд - Парний розряд                    | Кім Клейстерс Ай Суґіяма 6–3, 6–3               | Кончіта Мартінес Ренне Стаббс        | Тетяна Панова Жустін Енен-Арденн                                  | Ольга Барабанщикова Даніела Гантухова Аманда Кетцер Чанда Рубін           |
| 6 січня           | Moorilla International Гобарт, Австралія Tier V event $110,000 - Хард - 32S/32Q/16D Одиночний розряд - Парний розряд                          | Алісія Молік 6–2, 4–6, 6–4                      | Емі Фрейзер                          | Івета Бенешова Олена Лиховцева                                    | Віра Звонарьова Асагое Сінобу Джилл Крейбас Анжеліка Реш                  |
| 6 січня           | Moorilla International Гобарт, Австралія Tier V event $110,000 - Хард - 32S/32Q/16D Одиночний розряд - Парний розряд                          | Кара Блек Олена Лиховцева 7–5, 7–6(7–1)         | Барбара Шетт Патріція Вартуш         | Івета Бенешова Олена Лиховцева                                    | Віра Звонарьова Асагое Сінобу Джилл Крейбас Анжеліка Реш                  |
| 6 січня           | Canberra Women's Classic Канберра, Австралія Tier V event $110,000 - Хард - 32S/32Q/16D Одиночний розряд - Парний розряд                      | Меган Шонессі 6–1, 6–1                          | Франческа Ск'явоне                   | Маріон Бартолі Емілі Луа                                          | Марлен Вайнгартнер Адріана Серра-Дзанетті Флавія Пеннетта Магі Серна      |
| 6 січня           | Canberra Women's Classic Канберра, Австралія Tier V event $110,000 - Хард - 32S/32Q/16D Одиночний розряд - Парний розряд                      | Татьяна Гарбін Емілі Луа 6–3, 3–6, 6–4          | Дая Беданова Дінара Сафіна           | Маріон Бартолі Емілі Луа                                          | Марлен Вайнгартнер Адріана Серра-Дзанетті Флавія Пеннетта Магі Серна      |
| 13 січня 20 січня | Відкритий чемпіонат Австралії Мельбурн, Австралія Великий шолом $4,054,063 - Хард - 128S/96Q/64D/32X Одиночний розряд - Парний розряд - Мікст | Серена Вільямс 7–6(7–4), 3–6, 6–4               | Вінус Вільямс                        | Кім Клейстерс Жустін Енен-Арденн                                  | Меган Шонессі Анастасія Мискіна Вірхінія Руано Паскуаль Даніела Гантухова |
| 13 січня 20 січня | Відкритий чемпіонат Австралії Мельбурн, Австралія Великий шолом $4,054,063 - Хард - 128S/96Q/64D/32X Одиночний розряд - Парний розряд - Мікст | Серена Вільямс Вінус Вільямс 4–6, 6–4, 6–3      | Вірхінія Руано Паскуаль Паола Суарес | Кім Клейстерс Жустін Енен-Арденн                                  | Меган Шонессі Анастасія Мискіна Вірхінія Руано Паскуаль Даніела Гантухова |
| 13 січня 20 січня | Відкритий чемпіонат Австралії Мельбурн, Австралія Великий шолом $4,054,063 - Хард - 128S/96Q/64D/32X Одиночний розряд - Парний розряд - Мікст | Леандер Паес Мартіна Навратілова 6–4, 7–5       | Тодд Вудбрідж Елені Даніліду         | Кім Клейстерс Жустін Енен-Арденн                                  | Меган Шонессі Анастасія Мискіна Вірхінія Руано Паскуаль Даніела Гантухова |
| 27 січня          | Toray Pan Pacific Open Токіо, Японія Турнір 1-ї категорії $1,300,000 - Хард - 28S/32Q/16D Одиночний розряд - Парний розряд                    | Ліндсі Девенпорт 6–7(6–8), 6–1, 6–2             | Моніка Селеш                         | Чанда Рубін Ліза Реймонд                                          | Ліна Красноруцька Олена Дементьєва Тамарін Танасугарн Єлена Докич         |
| 27 січня          | Toray Pan Pacific Open Токіо, Японія Турнір 1-ї категорії $1,300,000 - Хард - 28S/32Q/16D Одиночний розряд - Парний розряд                    | Олена Бовіна Ренне Стаббс 6–3, 6–4              | Ліндсі Девенпорт Ліза Реймонд        | Чанда Рубін Ліза Реймонд                                          | Ліна Красноруцька Олена Дементьєва Тамарін Танасугарн Єлена Докич         |

### Лютий
| Week      | Турнір | Чемпіонки                                            | Фіналістки                        | Півфіналістки                        | Чвертьфіналістки                                                            |
| --------- | --- | ---------------------------------------------------- | --------------------------------- | ------------------------------------ | --------------------------------------------------------------------------- |
| 3 лютого  | Open Gaz de France Париж, Франція Турнір 2-ї категорії $585,000 - Хард (п) - 28S/32Q/16D Одиночний розряд - Парний розряд                    | Серена Вільямс 6–3, 6–2                              | Амелі Моресмо                     | Елені Даніліду Олена Дементьєва      | Жанетта Гусарова Єлена Докич Магі Серна Даніела Гантухова                   |
| 3 лютого  | Open Gaz de France Париж, Франція Турнір 2-ї категорії $585,000 - Хард (п) - 28S/32Q/16D Одиночний розряд - Парний розряд                    | Барбара Шетт Патті Шнідер 2–6, 6–2, 7–6(7–5)         | Маріон Бартолі Стефані Коен-Алоро | Елені Даніліду Олена Дементьєва      | Жанетта Гусарова Єлена Докич Магі Серна Даніела Гантухова                   |
| 3 лютого  | AP Tourism Hyderabad Open Хайдерабад, Індія Турнір 4-ї категорії $140,000 - Хард - 32S/32Q/16D Одиночний розряд - Парний розряд              | Тамарін Танасугарн 6–4, 6–4                          | Ірода Туляганова                  | Морігамі Акіко Флавія Пеннетта       | Сільвія Талая Ципора Обзилер Марі П'єрс Марія Кириленко                     |
| 3 лютого  | AP Tourism Hyderabad Open Хайдерабад, Індія Турнір 4-ї категорії $140,000 - Хард - 32S/32Q/16D Одиночний розряд - Парний розряд              | Олена Лиховцева Ірода Туляганова 6–4, 6–4            | Євгенія Куликовська Тетяна Пучек  | Морігамі Акіко Флавія Пеннетта       | Сільвія Талая Ципора Обзилер Марі П'єрс Марія Кириленко                     |
| 10 лютого | Proximus Diamond Games Антверпен, Бельгія Турнір 2-ї категорії $585,000 - Хард (п) - 28S/32Q/16D Одиночний розряд - Парний розряд            | Вінус Вільямс 6–2, 6–4                               | Кім Клейстерс                     | Даніела Гантухова Жустін Енен-Арденн | Тіна Писник Наталі Деші Ай Суґіяма Патті Шнідер                             |
| 10 лютого | Proximus Diamond Games Антверпен, Бельгія Турнір 2-ї категорії $585,000 - Хард (п) - 28S/32Q/16D Одиночний розряд - Парний розряд            | Кім Клейстерс Ай Суґіяма 6–2, 6–0                    | Наталі Деші Емілі Луа             | Даніела Гантухова Жустін Енен-Арденн | Тіна Писник Наталі Деші Ай Суґіяма Патті Шнідер                             |
| 10 лютого | Qatar Total Fina Elf Open Доха, Катар Турнір 3-ї категорії $170,000 - Хард - 30S/32Q/16D Одиночний розряд - Парний розряд                    | Анастасія Мискіна 6–3, 6–1                           | Олена Лиховцева                   | Ліна Красноруцька Патріція Вартуш    | Кончіта Мартінес Магдалена Малеєва Ніколь Пратт Дінара Сафіна               |
| 10 лютого | Qatar Total Fina Elf Open Доха, Катар Турнір 3-ї категорії $170,000 - Хард - 30S/32Q/16D Одиночний розряд - Парний розряд                    | Джанет Лі Вінне Пракуся 6–1, 6–3                     | Марія Венто-Кабчі Анжелік Віджайя | Ліна Красноруцька Патріція Вартуш    | Кончіта Мартінес Магдалена Малеєва Ніколь Пратт Дінара Сафіна               |
| 17 лютого | Dubai Tennis Championships Дубай,, ОАЕ Турнір 2-ї категорії $585,000 - Хард - 28S/32Q/16D Одиночний розряд - Парний розряд                   | Жустін Енен-Арденн 4–6, 7–6(7–4), 7–5                | Моніка Селеш                      | Дженніфер Капріаті Амелі Моресмо     | Анастасія Мискіна Кончіта Мартінес Ірода Туляганова Ліна Красноруцька       |
| 17 лютого | Dubai Tennis Championships Дубай,, ОАЕ Турнір 2-ї категорії $585,000 - Хард - 28S/32Q/16D Одиночний розряд - Парний розряд                   | Світлана Кузнецова Мартіна Навратілова 6–3, 7–6(9–7) | Кара Блек Олена Лиховцева         | Дженніфер Капріаті Амелі Моресмо     | Анастасія Мискіна Кончіта Мартінес Ірода Туляганова Ліна Красноруцька       |
| 17 лютого | Cellular South Cup Мемфіс, США Турнір 3-ї категорії $170,000 - Хард (п) - 30S/32Q/16D Одиночний розряд - Парний розряд                       | Ліза Реймонд 6–3, 6–2                                | Аманда Кетцер                     | Лора Гренвілл Чо Юн Чон              | Сільвія Фаріна-Елія Стефані Форец Обата Саорі Карлі Галліксон               |
| 17 лютого | Cellular South Cup Мемфіс, США Турнір 3-ї категорії $170,000 - Хард (п) - 30S/32Q/16D Одиночний розряд - Парний розряд                       | Морігамі Акіко Обата Саорі 6–1, 6–1                  | Аліна Жидкова Бріанн Стюарт       | Лора Гренвілл Чо Юн Чон              | Сільвія Фаріна-Елія Стефані Форец Обата Саорі Карлі Галліксон               |
| 17 лютого | Copa Colsanitas Богота, Колумбія Турнір 3-ї категорії $170,000 - Ґрунт - 30S/32Q/16D Одиночний розряд - Парний розряд                        | Фабіола Сулуага 6–3, 6–2                             | Анабель Медіна Гаррігес           | Паола Суарес Катарина Среботнік      | Кончіта Мартінес Гранадос Каталін Мароші Каталіна Кастаньйо Флавія Пеннетта |
| 17 лютого | Copa Colsanitas Богота, Колумбія Турнір 3-ї категорії $170,000 - Ґрунт - 30S/32Q/16D Одиночний розряд - Парний розряд                        | Катарина Среботнік Оса Свенссон 6–2, 6–1             | Тіна Кріжан Тетяна Перебийніс     | Паола Суарес Катарина Среботнік      | Кончіта Мартінес Гранадос Каталін Мароші Каталіна Кастаньйо Флавія Пеннетта |
| 24 лютого | State Farm Women's Tennis Classic Скоттсдейл, США Турнір 2-ї категорії $585,000 - Хард - 28S/30Q/16D Одиночний розряд - Парний розряд        | Ай Суґіяма 3–6, 7–5, 6–4                             | Кім Клейстерс                     | Александра Стівенсон Меган Шонессі   | Наталі Деші Елені Даніліду Франческа Ск'явоне Лора Гренвілл                 |
| 24 лютого | State Farm Women's Tennis Classic Скоттсдейл, США Турнір 2-ї категорії $585,000 - Хард - 28S/30Q/16D Одиночний розряд - Парний розряд        | Кім Клейстерс Ай Суґіяма 6–1, 6–4                    | Ліндсі Девенпорт Ліза Реймонд     | Александра Стівенсон Меган Шонессі   | Наталі Деші Елені Даніліду Франческа Ск'явоне Лора Гренвілл                 |
| 24 лютого | Abierto Mexicano Telefónica Movistar Акапулько, Мексика Турнір 3-ї категорії $170,000 - Ґрунт - 30S/30Q/16D Одиночний розряд - Парний розряд | Аманда Кетцер 7–5, 6–3                               | Маріана Діас-Оліва                | Асагое Сінобу Емілі Луа              | Крістіна Торренс-Валеро Алена Вашкова Петра Мандула Флавія Пеннетта         |
| 24 лютого | Abierto Mexicano Telefónica Movistar Акапулько, Мексика Турнір 3-ї категорії $170,000 - Ґрунт - 30S/30Q/16D Одиночний розряд - Парний розряд | Емілі Луа Оса Свенссон 6–3, 6–1                      | Петра Мандула Патріція Вартуш     | Асагое Сінобу Емілі Луа              | Крістіна Торренс-Валеро Алена Вашкова Петра Мандула Флавія Пеннетта         |

### Березень
| Week                  | Турнір | Чемпіонки                                        | Фіналістки                       | Півфіналістки                       | Чвертьфіналістки                                                          |
| --------------------- | --- | ------------------------------------------------ | -------------------------------- | ----------------------------------- | ------------------------------------------------------------------------- |
| 3 березня 10 березня  | Pacific Life Open Індіан-Веллс, США Турнір 1-ї категорії $2,100,000 - Хард - 96S/48Q/32D Одиночний розряд - Парний розряд                      | Кім Клейстерс 6–4, 7–5                           | Ліндсі Девенпорт                 | Кончіта Мартінес Дженніфер Капріаті | Чанда Рубін Аманда Кетцер Амелі Моресмо Віра Звонарьова                   |
| 3 березня 10 березня  | Pacific Life Open Індіан-Веллс, США Турнір 1-ї категорії $2,100,000 - Хард - 96S/48Q/32D Одиночний розряд - Парний розряд                      | Ліндсі Девенпорт Ліза Реймонд 2–6, 6–2, 7–6(7–5) | Кім Клейстерс Ай Суґіяма         | Кончіта Мартінес Дженніфер Капріаті | Чанда Рубін Аманда Кетцер Амелі Моресмо Віра Звонарьова                   |
| 17 березня 24 березня | NASDAQ-100 Open Маямі, США Турнір 1-ї категорії $2,960,000 - Хард - 96S/48Q/32D Одиночний розряд - Парний розряд                               | Серена Вільямс 4–6, 6–4, 6–1                     | Дженніфер Капріаті               | Кім Клейстерс Чанда Рубін           | Маріон Бартолі Єлена Докич Жустін Енен-Арденн Меган Шонессі               |
| 17 березня 24 березня | NASDAQ-100 Open Маямі, США Турнір 1-ї категорії $2,960,000 - Хард - 96S/48Q/32D Одиночний розряд - Парний розряд                               | Лізель Губер Магдалена Малеєва 6–4, 3–6, 7–5     | Асагое Сінобу Міягі Нана         | Кім Клейстерс Чанда Рубін           | Маріон Бартолі Єлена Докич Жустін Енен-Арденн Меган Шонессі               |
| 31 березня            | Sarasota Clay Court Classic 2003 Сарасота, США Турнір 4-ї категорії $140,000 - Ґрунт (зелений) - 32S/32Q/16D Одиночний розряд - Парний розряд  | Анастасія Мискіна 6–4, 6–1                       | Алісія Молік                     | Іва Майолі Наталі Деші              | Паола Суарес Кларіса Фернандес Ешлі Кергілл Олена Дементьєва              |
| 31 березня            | Sarasota Clay Court Classic 2003 Сарасота, США Турнір 4-ї категорії $140,000 - Ґрунт (зелений) - 32S/32Q/16D Одиночний розряд - Парний розряд  | Лізель Губер Мартіна Навратілова 7–6(8), 6–3     | Асагое Сінобу Міягі Нана         | Іва Майолі Наталі Деші              | Паола Суарес Кларіса Фернандес Ешлі Кергілл Олена Дементьєва              |
| 31 березня            | Grand Prix SAR La Princesse Lalla Meryem 2003 Касабланка, Марокко Tier V event $110,000 - Ґрунт - 32S/32Q/16D Одиночний розряд - Парний розряд | Ріта Гранде 6–2, 4–6, 6–1                        | Антонелла Серра-Дзанетті         | Людмила Черванова Марта Марреро     | Гала Леон Гарсія Анастасія Родіонова Генрієта Надьова Любомира Курхайцова |
| 31 березня            | Grand Prix SAR La Princesse Lalla Meryem 2003 Касабланка, Марокко Tier V event $110,000 - Ґрунт - 32S/32Q/16D Одиночний розряд - Парний розряд | Хісела Дулко Марія Емілія Салерні 6–3, 6–4       | Генрієта Надьова Олена Татаркова | Людмила Черванова Марта Марреро     | Гала Леон Гарсія Анастасія Родіонова Генрієта Надьова Любомира Курхайцова |

### Квітень
| Week      | Турнір | Чемпіонки | Фіналістки | Півфіналістки                          | Чвертьфіналістки                                                |
| --------- | --- | --- | --- | -------------------------------------- | --------------------------------------------------------------- |
| 7 квітня  | Family Circle Cup Чарлстон, США Турнір 1-ї категорії $1,300,000 - Ґрунт (зелений) - 56S/32Q/28D Одиночний розряд - Парний розряд | Жустін Енен-Арденн 6–3, 6–4 | Серена Вільямс                                                                                                   | Ліндсі Девенпорт Ешлі Гарклроуд        | Єлена Докич Віра Звонарьова Даніела Гантухова Марі П'єрс        |
| 7 квітня  | Family Circle Cup Чарлстон, США Турнір 1-ї категорії $1,300,000 - Ґрунт (зелений) - 56S/32Q/28D Одиночний розряд - Парний розряд | Вірхінія Руано Паскуаль Паола Суарес 6–0, 6–3 | Жанетта Гусарова Кончіта Мартінес                                                                                | Ліндсі Девенпорт Ешлі Гарклроуд        | Єлена Докич Віра Звонарьова Даніела Гантухова Марі П'єрс        |
| 7 квітня  | Estoril Open Оейраш, Португалія Турнір 4-ї категорії $140,000 - Ґрунт - 32S/32Q/16D Одиночний розряд - Парний розряд | Магі Серна 6–4, 6–1 | Юлія Шруфф | Еммануель Гальярді Віржіні Раззано     | Людмила Черванова Сільвія Талая Хісела Дулко Стефані Коен-Алоро |
| 7 квітня  | Estoril Open Оейраш, Португалія Турнір 4-ї категорії $140,000 - Ґрунт - 32S/32Q/16D Одиночний розряд - Парний розряд | Петра Мандула Патріція Вартуш 6–7(3–7), 7–6(7–3), 6–2                                                                                                  | Марет Ані Еммануель Гальярді                                                                                     | Еммануель Гальярді Віржіні Раззано     | Людмила Черванова Сільвія Талая Хісела Дулко Стефані Коен-Алоро |
| 14 квітня | Bausch & Lomb Championships Амілія, США Турнір 2-ї категорії $585,000 - Ґрунт (зелений) - 56S/16Q/16D Одиночний розряд - Парний розряд | Олена Дементьєва 4–6, 7–5, 6–3 | Ліндсі Девенпорт                                                                                                 | Жустін Енен-Арденн Дженніфер Капріаті  | Моніка Селеш Даніела Гантухова Ліза Реймонд Патті Шнідер        |
| 14 квітня | Bausch & Lomb Championships Амілія, США Турнір 2-ї категорії $585,000 - Ґрунт (зелений) - 56S/16Q/16D Одиночний розряд - Парний розряд | Ліндсі Девенпорт Ліза Реймонд 7–5, 6–2 | Вірхінія Руано Паскуаль Паола Суарес                                                                             | Жустін Енен-Арденн Дженніфер Капріаті  | Моніка Селеш Даніела Гантухова Ліза Реймонд Патті Шнідер        |
| 14 квітня | Budapest Grand Prix Telmex Будапешт, Угорщина Tier V event $110,000 - Ґрунт - 32S/32Q/16D Одиночний розряд - Парний розряд | Магі Серна 3–6, 7–5, 6–4 | Алісія Молік | Марія Санчес Лоренсо Людмила Черванова | Єлена Янкович Ярміла Ґайдошова Івета Бенешова Петра Мандула     |
| 14 квітня | Budapest Grand Prix Telmex Будапешт, Угорщина Tier V event $110,000 - Ґрунт - 32S/32Q/16D Одиночний розряд - Парний розряд | Петра Мандула Олена Татаркова 6–3, 6–1 | Кончіта Мартінес Гранадос Тетяна Перебийніс                                                                      | Марія Санчес Лоренсо Людмила Черванова | Єлена Янкович Ярміла Ґайдошова Івета Бенешова Петра Мандула     |
| 21 квітня | Fed Cup: 1-ше коло Ettenheim, Німеччина, Ґрунт Bree, Бельгія, ґрунт (п) Лінчепінг, Швеція, Хард (п) Lowell, Massachusetts, США, Хард (п) Москва, Росія, Килим (i) Буенос Айрес, Аргентина, Ґрунт Andrézieux-Bouthéon, Франція, ґрунт (п) Tarragona, Іспанія, Ґрунт | перемогли в 1-му колі · Словаччина 3–2 · Бельгія 5–0 · Італія 3–2 · Сполучені Штати Америки 5–0 · Росія 4–1 · Словенія 3–2 · Франція 5–0 · Іспанія 3–2 | програли в 1-му колі losers · Німеччина · Австрія · Швеція · Чехія · Хорватія · Аргентина · Колумбія · Австралія |                                        |                                                                 |
| 28 квітня | J&S Cup Варшава, Польща Турнір 2-ї категорії $700,000 - Ґрунт - 28S/31Q/16D Одиночний розряд - Парний розряд | Амелі Моресмо 6–7(6–8), 6–0, 3–0 ret. | Вінус Вільямс | Деніса Хладкова Єлена Докич            | Франческа Ск'явоне Фабіола Сулуага Магі Серна Anna Пістолезі    |
| 28 квітня | J&S Cup Варшава, Польща Турнір 2-ї категорії $700,000 - Ґрунт - 28S/31Q/16D Одиночний розряд - Парний розряд | Лізель Губер Магдалена Малеєва 3–6, 6–4, 6–2 | Елені Даніліду Франческа Ск'явоне                                                                                | Деніса Хладкова Єлена Докич            | Франческа Ск'явоне Фабіола Сулуага Магі Серна Anna Пістолезі    |
| 28 квітня | Croatian Bol Ladies Open Бол, Хорватія Турнір 3-ї категорії $170,000 - Ґрунт - 30S/32Q/16D Одиночний розряд - Парний розряд | Віра Звонарьова 6–1, 6–3 | Кончіта Мартінес Гранадос                                                                                        | Саманта Рівз Марія Санчес Лоренсо      | Гала Леон Гарсія Людмила Черванова Татьяна Гарбін Сільвія Талая |
| 28 квітня | Croatian Bol Ladies Open Бол, Хорватія Турнір 3-ї категорії $170,000 - Ґрунт - 30S/32Q/16D Одиночний розряд - Парний розряд | Петра Мандула Патріція Вартуш 6–3, 6–2 | Еммануель Гальярді Патті Шнідер                                                                                  | Саманта Рівз Марія Санчес Лоренсо      | Гала Леон Гарсія Людмила Черванова Татьяна Гарбін Сільвія Талая |

### Травень
| Week               | Турнір | Чемпіонки                                            | Фіналістки                           | Півфіналістки                    | Чвертьфіналістки                                                   |
| ------------------ | --- | ---------------------------------------------------- | ------------------------------------ | -------------------------------- | ------------------------------------------------------------------ |
| 5 травня           | MasterCard German Open Berlin, Німеччина Турнір 1-ї категорії $1,224,000 - Ґрунт - 56S/48Q/28D Одиночний розряд - Парний розряд                                  | Жустін Енен-Арденн 6–4, 4–6, 7–5                     | Кім Клейстерс                        | Дженніфер Капріаті Амелі Моресмо | Даніела Гантухова Олена Лиховцева Ірода Туляганова Віра Звонарьова |
| 5 травня           | MasterCard German Open Berlin, Німеччина Турнір 1-ї категорії $1,224,000 - Ґрунт - 56S/48Q/28D Одиночний розряд - Парний розряд                                  | Вірхінія Руано Паскуаль Паола Суарес 6–3, 4–6, 6–4   | Кім Клейстерс Ай Суґіяма             | Дженніфер Капріаті Амелі Моресмо | Даніела Гантухова Олена Лиховцева Ірода Туляганова Віра Звонарьова |
| 12 травня          | Telecom Italia Masters Рим, Італія Турнір 1-ї категорії $1,300,000 - Ґрунт - 56S/48Q/28D Одиночний розряд - Парний розряд                                        | Кім Клейстерс 3–6, 7–6(7–3), 6–0                     | Амелі Моресмо                        | Серена Вільямс Ай Суґіяма        | Кончіта Мартінес Дженніфер Капріаті Тіна Писник Анастасія Мискіна  |
| 12 травня          | Telecom Italia Masters Рим, Італія Турнір 1-ї категорії $1,300,000 - Ґрунт - 56S/48Q/28D Одиночний розряд - Парний розряд                                        | Світлана Кузнецова Мартіна Навратілова 6–4, 5–7, 6–2 | Єлена Докич Надія Петрова            | Серена Вільямс Ай Суґіяма        | Кончіта Мартінес Дженніфер Капріаті Тіна Писник Анастасія Мискіна  |
| 19 травня          | Internationaux de Strasbourg Страсбург, Франція Турнір 3-ї категорії $170,000 - Ґрунт - 30S/32Q/16D Одиночний розряд - Парний розряд                             | Сільвія Фаріна-Елія 6–3, 4–6, 6–4                    | Кароліна Шпрем                       | Віра Звонарьова Ешлі Гарклроуд   | Мая Матевжич Маріон Бартолі Емілі Луа Анастасія Мискіна            |
| 19 травня          | Internationaux de Strasbourg Страсбург, Франція Турнір 3-ї категорії $170,000 - Ґрунт - 30S/32Q/16D Одиночний розряд - Парний розряд                             | Соня Джеясілан Мая Матевжич 6–4, 6–4                 | Лора Гренвілл Єлена Костанич         | Віра Звонарьова Ешлі Гарклроуд   | Мая Матевжич Маріон Бартолі Емілі Луа Анастасія Мискіна            |
| 19 травня          | Open de España Мадрид, Іспанія Турнір 3-ї категорії $170,000 - Ґрунт - 30S/32Q/16D Одиночний розряд - Парний розряд                                              | Чанда Рубін 6–4, 5–7, 6–4                            | Марія Санчес Лоренсо                 | Ірода Туляганова Барбара Шетт    | Паола Суарес Кара Блек Кларіса Фернандес Еммануель Гальярді        |
| 19 травня          | Open de España Мадрид, Іспанія Турнір 3-ї категорії $170,000 - Ґрунт - 30S/32Q/16D Одиночний розряд - Парний розряд                                              | Джилл Крейбас Лізель Губер 6–4, 7–6(8–6)             | Ріта Гранде Анжелік Віджайя          | Ірода Туляганова Барбара Шетт    | Паола Суарес Кара Блек Кларіса Фернандес Еммануель Гальярді        |
| 26 травня 2 червня | Відкритий чемпіонат Франції Париж, Франція Великий шолом $5,363,011 - Ґрунт - 128S/96Q/64D/32X Одиночний розряд - Парний розряд - Змішаний парний розряд Doubles | Жустін Енен-Арденн 6–0, 6–4                          | Кім Клейстерс                        | Серена Вільямс Надія Петрова     | Амелі Моресмо Чанда Рубін Віра Звонарьова Кончіта Мартінес         |
| 26 травня 2 червня | Відкритий чемпіонат Франції Париж, Франція Великий шолом $5,363,011 - Ґрунт - 128S/96Q/64D/32X Одиночний розряд - Парний розряд - Змішаний парний розряд Doubles | Кім Клейстерс Ай Суґіяма 6–7(5–7), 6–2, 9–7          | Вірхінія Руано Паскуаль Паола Суарес | Серена Вільямс Надія Петрова     | Амелі Моресмо Чанда Рубін Віра Звонарьова Кончіта Мартінес         |
| 26 травня 2 червня | Відкритий чемпіонат Франції Париж, Франція Великий шолом $5,363,011 - Ґрунт - 128S/96Q/64D/32X Одиночний розряд - Парний розряд - Змішаний парний розряд Doubles | Майк Браян Ліза Реймонд 6–3, 6–4                     | Магеш Бгупаті Олена Лиховцева        | Серена Вільямс Надія Петрова     | Амелі Моресмо Чанда Рубін Віра Звонарьова Кончіта Мартінес         |

### Червень
| Week                | Турнір | Чемпіонки                                        | Фіналістки                           | Півфіналістки                          | Чвертьфіналістки                                                           |
| ------------------- | --- | ------------------------------------------------ | ------------------------------------ | -------------------------------------- | -------------------------------------------------------------------------- |
| 9 червня            | DFS Classic Бірмінгем, Велика Британія Турнір 3-ї категорії $170,000 - Трава - 56S/32Q/16D Одиночний розряд - Парний розряд                                            | Магдалена Малеєва 6–1, 6–4                       | Асагое Сінобу                        | Марія Шарапова Елені Даніліду          | Олена Дементьєва Марія Венто-Кабчі Стефані Форец Тамарін Танасугарн        |
| 9 червня            | DFS Classic Бірмінгем, Велика Британія Турнір 3-ї категорії $170,000 - Трава - 56S/32Q/16D Одиночний розряд - Парний розряд                                            | Елс Калленс Мейлен Ту 7–5, 6–4                   | Алісія Молік Мартіна Навратілова     | Марія Шарапова Елені Даніліду          | Олена Дементьєва Марія Венто-Кабчі Стефані Форец Тамарін Танасугарн        |
| 9 червня            | Wien Energie Grand Prix Відень, Австрія Турнір 3-ї категорії $170,000 - Ґрунт - 30S/32Q/16D Одиночний розряд - Парний розряд                                           | Паола Суарес 7–6(0), 2–6, 6–4                    | Кароліна Шпрем                       | Анка Барна Віра Звонарьова             | Єлена Докич Сільвія Фаріна-Елія Деніса Хладкова Мая Матевжич               |
| 9 червня            | Wien Energie Grand Prix Відень, Австрія Турнір 3-ї категорії $170,000 - Ґрунт - 30S/32Q/16D Одиночний розряд - Парний розряд                                           | Лі Тін Сунь Тяньтянь 6–3, 6–4                    | Янь Цзи Чжен Цзє                     | Анка Барна Віра Звонарьова             | Єлена Докич Сільвія Фаріна-Елія Деніса Хладкова Мая Матевжич               |
| 16 червня           | Hastings Direct Int’l Champ’s Істборн, Велика Британія Турнір 2-ї категорії $585,000 - Трава - 28S/32Q/16D Одиночний розряд - Парний розряд                            | Чанда Рубін 6–4, 3–6, 6–4                        | Кончіта Мартінес                     | Сільвія Фаріна-Елія Дженніфер Капріаті | Магдалена Малеєва Даніела Гантухова Наталі Деші Anna Пістолезі             |
| 16 червня           | Hastings Direct Int’l Champ’s Істборн, Велика Британія Турнір 2-ї категорії $585,000 - Трава - 28S/32Q/16D Одиночний розряд - Парний розряд                            | Ліндсі Девенпорт Ліза Реймонд 6–3, 6–2           | Дженніфер Капріаті Магі Серна        | Сільвія Фаріна-Елія Дженніфер Капріаті | Магдалена Малеєва Даніела Гантухова Наталі Деші Anna Пістолезі             |
| 16 червня           | Ordina Open 'с-Гертогенбос, Нідерланди Турнір 3-ї категорії $170,000 - Трава - 30S/16D Одиночний розряд - Парний розряд                                                | Кім Клейстерс 6–7(4–7), 3–0 ret.                 | Жустін Енен-Арденн                   | Барбара Ріттнер Надія Петрова          | Тіна Писник Ірода Туляганова Олена Дементьєва Людмила Черванова            |
| 16 червня           | Ordina Open 'с-Гертогенбос, Нідерланди Турнір 3-ї категорії $170,000 - Трава - 30S/16D Одиночний розряд - Парний розряд                                                | Олена Дементьєва Ліна Красноруцька 2–6, 6–3, 6–4 | Надія Петрова Марі П'єрс             | Барбара Ріттнер Надія Петрова          | Тіна Писник Ірода Туляганова Олена Дементьєва Людмила Черванова            |
| 23 червня 30 червня | Вімблдон Championships Вімблдон, Велика Британія Великий шолом $5,182,419 - Трава - 128S/96Q/64D/32X Одиночний розряд - Парний розряд - Змішаний парний розряд Doubles | Серена Вільямс 4–6, 6–4, 6–2                     | Вінус Вільямс                        | Жустін Енен-Арденн Кім Клейстерс       | Дженніфер Капріаті Світлана Кузнецова Ліндсі Девенпорт Сільвія Фаріна-Елія |
| 23 червня 30 червня | Вімблдон Championships Вімблдон, Велика Британія Великий шолом $5,182,419 - Трава - 128S/96Q/64D/32X Одиночний розряд - Парний розряд - Змішаний парний розряд Doubles | Кім Клейстерс Ай Суґіяма 6–4, 6–4                | Вірхінія Руано Паскуаль Паола Суарес | Жустін Енен-Арденн Кім Клейстерс       | Дженніфер Капріаті Світлана Кузнецова Ліндсі Девенпорт Сільвія Фаріна-Елія |
| 23 червня 30 червня | Вімблдон Championships Вімблдон, Велика Британія Великий шолом $5,182,419 - Трава - 128S/96Q/64D/32X Одиночний розряд - Парний розряд - Змішаний парний розряд Doubles | Леандер Паес Мартіна Навратілова 6–3, 6–3        | Енді Рам Анастасія Родіонова         | Жустін Енен-Арденн Кім Клейстерс       | Дженніфер Капріаті Світлана Кузнецова Ліндсі Девенпорт Сільвія Фаріна-Елія |

### Липень
| Week     | Турнір | Чемпіонки                                                                                       | Фіналістки                                                          | Півфіналістки                             | Чвертьфіналістки                                                 |
| -------- | --- | ----------------------------------------------------------------------------------------------- | ------------------------------------------------------------------- | ----------------------------------------- | ---------------------------------------------------------------- |
| 7 липня  | Internazionali Femminili di Palermo Palermo, Італія Tier V event $110,000 - Ґрунт - 32S/30Q/16D Одиночний розряд - Парний розряд | Дінара Сафіна 6–3, 6–4                                                                          | Катарина Среботнік                                                  | Людмила Черванова Анабель Медіна Гаррігес | Генрієта Надьова Франческа Ск'явоне Юліана Федак Віржіні Раззано |
| 7 липня  | Internazionali Femminili di Palermo Palermo, Італія Tier V event $110,000 - Ґрунт - 32S/30Q/16D Одиночний розряд - Парний розряд | Адріана Серра-Дзанетті Emily Stellato 6–4, 6–2                                                  | Марія Хосе Мартінес Санчес Аранча Парра Сантонха                    | Людмила Черванова Анабель Медіна Гаррігес | Генрієта Надьова Франческа Ск'явоне Юліана Федак Віржіні Раззано |
| 14 липня | Чвертьфінал Кубка федерації Charleroi, Бельгія, Хард (п) Вашингтон, США, Хард Порторож, Slovenia, Ґрунт Oviedo, Іспанія, Ґрунт   | Перемогли у чвертьфіналах · Бельгія 5–0 · Сполучені Штати Америки 5–0 · Росія 5–0 · Франція 4–1 | Програли у чвертьфіналах · Словаччина · Італія · Словенія · Іспанія |                                           |                                                                  |
| 21 липня | Bank of the West Classic Stanford, США Турнір 2-ї категорії $635,000 - Хард - 28S/32Q/16D Одиночний розряд - Парний розряд       | Кім Клейстерс 4–6, 6–4, 6–2                                                                     | Дженніфер Капріаті                                                  | Марія Венто-Кабчі Франческа Ск'явоне      | Ліза Реймонд Єлена Докич Емі Фрейзер Марі-Гаяне Мікаелян         |
| 21 липня | Bank of the West Classic Stanford, США Турнір 2-ї категорії $635,000 - Хард - 28S/32Q/16D Одиночний розряд - Парний розряд       | Кара Блек Ліза Реймонд 7–6(7–5), 6–1                                                            | Чо Юн Чон Франческа Ск'явоне                                        | Марія Венто-Кабчі Франческа Ск'явоне      | Ліза Реймонд Єлена Докич Емі Фрейзер Марі-Гаяне Мікаелян         |
| 28 липня | Acura Classic Сан-Дієго, США Турнір 2-ї категорії $1,000,000 - Хард - 56S/16Q/16D Одиночний розряд - Парний розряд               | Жустін Енен-Арденн 3–6, 6–2, 6–3                                                                | Кім Клейстерс                                                       | Світлана Кузнецова Ліндсі Девенпорт       | Олена Лиховцева Надія Петрова Чанда Рубін Ліза Реймонд           |
| 28 липня | Acura Classic Сан-Дієго, США Турнір 2-ї категорії $1,000,000 - Хард - 56S/16Q/16D Одиночний розряд - Парний розряд               | Кім Клейстерс Ай Суґіяма 6–4, 7–5                                                               | Ліндсі Девенпорт Ліза Реймонд                                       | Світлана Кузнецова Ліндсі Девенпорт       | Олена Лиховцева Надія Петрова Чанда Рубін Ліза Реймонд           |
| 28 липня | Idea Prokom Open Sopot, Польща Турнір 3-ї категорії $300,000 - Ґрунт - 30S/32Q/16D Одиночний розряд - Парний розряд              | Anna Пістолезі 6–2, 6–0                                                                         | Клара Коукалова                                                     | Петра Мандула Патті Шнідер                | Анастасія Мискіна Єлена Костанич Дінара Сафіна Мая Матевжич      |
| 28 липня | Idea Prokom Open Sopot, Польща Турнір 3-ї категорії $300,000 - Ґрунт - 30S/32Q/16D Одиночний розряд - Парний розряд              | Тетяна Перебийніс Сільвія Талая 6–4, 6–2                                                        | Марет Ані Лібуше Прушова                                            | Петра Мандула Патті Шнідер                | Анастасія Мискіна Єлена Костанич Дінара Сафіна Мая Матевжич      |

### Серпень
| Week                | Турнір | Чемпіонки                                            | Фіналістки                             | Півфіналістки                       | Чвертьфіналістки                                                |
| ------------------- | --- | ---------------------------------------------------- | -------------------------------------- | ----------------------------------- | --------------------------------------------------------------- |
| 4 серпня            | JPMorgan Chase Open Los Angeles, США Турнір 2-ї категорії $635,000 - Хард - 56S/16Q/16D Одиночний розряд - Парний розряд                 | Кім Клейстерс 6–1, 3–6, 6–1                          | Ліндсі Девенпорт                       | Франческа Ск'явоне Ай Суґіяма       | Світлана Кузнецова Ніколь Пратт Магдалена Малеєва Аманда Кетцер |
| 4 серпня            | JPMorgan Chase Open Los Angeles, США Турнір 2-ї категорії $635,000 - Хард - 56S/16Q/16D Одиночний розряд - Парний розряд                 | Марі П'єрс Ренне Стаббс 6–3, 6–3                     | Олена Бовіна Елс Калленс               | Франческа Ск'явоне Ай Суґіяма       | Світлана Кузнецова Ніколь Пратт Магдалена Малеєва Аманда Кетцер |
| 4 серпня            | Nordea Nordic Light Open Helsinki, Finland Турнір 4-ї категорії $140,000 - Хард - 32S/32Q/16D Одиночний розряд - Парний розряд           | Anna Пістолезі 4–6, 6–4, 6–0                         | Єлена Костанич                         | Віра Душевіна Кароліна Шпрем        | Сільвія Талая Мелінда Цінк Петра Мандула Людмила Черванова      |
| 4 серпня            | Nordea Nordic Light Open Helsinki, Finland Турнір 4-ї категорії $140,000 - Хард - 32S/32Q/16D Одиночний розряд - Парний розряд           | Євгенія Куликовська Олена Татаркова 6–2, 6–4         | Тетяна Перебийніс Сільвія Талая        | Віра Душевіна Кароліна Шпрем        | Сільвія Талая Мелінда Цінк Петра Мандула Людмила Черванова      |
| 11 серпня           | Rogers AT&T Cup Торонто, Канада Турнір 1-ї категорії $1,325,000 - Хард - 56S/32Q/28D Одиночний розряд - Парний розряд                    | Жустін Енен-Арденн 6–1, 6–0                          | Ліна Красноруцька                      | Паола Суарес Олена Дементьєва       | Катарина Среботнік Віра Звонарьова Амелі Моресмо Олена Бовіна   |
| 11 серпня           | Rogers AT&T Cup Торонто, Канада Турнір 1-ї категорії $1,325,000 - Хард - 56S/32Q/28D Одиночний розряд - Парний розряд                    | Світлана Кузнецова Мартіна Навратілова 3–6, 6–1, 6–1 | Марія Венто-Кабчі Анжелік Віджайя      | Паола Суарес Олена Дементьєва       | Катарина Среботнік Віра Звонарьова Амелі Моресмо Олена Бовіна   |
| 18 серпня           | Pilot Pen Tennis Нью-Гейвен, США Турнір 2-ї категорії $625,000 - Хард - 28S/32Q/16D Одиночний розряд - Парний розряд                     | Дженніфер Капріаті 6–2, 4–0 ret.                     | Ліндсі Девенпорт                       | Олена Дементьєва Амелі Моресмо      | Магі Серна Кара Блек Anna Пістолезі Ай Суґіяма                  |
| 18 серпня           | Pilot Pen Tennis Нью-Гейвен, США Турнір 2-ї категорії $625,000 - Хард - 28S/32Q/16D Одиночний розряд - Парний розряд                     | Вірхінія Руано Паскуаль Паола Суарес 7–6(8–6), 6–3   | Алісія Молік Магі Серна                | Олена Дементьєва Амелі Моресмо      | Магі Серна Кара Блек Anna Пістолезі Ай Суґіяма                  |
| 25 серпня 1 вересня | Відкритий чемпіонат США Нью-Йорк, США Великий шолом $6,682,980 - Хард - 128S/96Q/64D/32X Одиночний розряд - Doubles Draw - Mixed Doubles | Жустін Енен-Арденн 7–5, 6–1                          | Кім Клейстерс                          | Ліндсі Девенпорт Дженніфер Капріаті | Амелі Моресмо Паола Суарес Франческа Ск'явоне Анастасія Мискіна |
| 25 серпня 1 вересня | Відкритий чемпіонат США Нью-Йорк, США Великий шолом $6,682,980 - Хард - 128S/96Q/64D/32X Одиночний розряд - Doubles Draw - Mixed Doubles | Вірхінія Руано Паскуаль Паола Суарес 6–2, 6–3        | Світлана Кузнецова Мартіна Навратілова | Ліндсі Девенпорт Дженніфер Капріаті | Амелі Моресмо Паола Суарес Франческа Ск'явоне Анастасія Мискіна |
| 25 серпня 1 вересня | Відкритий чемпіонат США Нью-Йорк, США Великий шолом $6,682,980 - Хард - 128S/96Q/64D/32X Одиночний розряд - Doubles Draw - Mixed Doubles | Боб Браян Катарина Среботнік 5–7, 7–5, 7–6           | Деніел Нестор Ліна Красноруцька        | Ліндсі Девенпорт Дженніфер Капріаті | Амелі Моресмо Паола Суарес Франческа Ск'явоне Анастасія Мискіна |

### Вересень
| Week       | Турнір | Чемпіонки                                            | Фіналістки                        | Півфіналістки                   | Чвертьфіналістки                                                 |
| ---------- | --- | ---------------------------------------------------- | --------------------------------- | ------------------------------- | ---------------------------------------------------------------- |
| 8 вересня  | Wismilak International Балі, Індонезія Турнір 3-ї категорії $225,000 - Хард - 30S/24Q/16D Одиночний розряд - Парний розряд | Олена Дементьєва 6–2, 6–1                            | Чанда Рубін                       | Обата Саорі Марія Венто-Кабчі   | Анка Барна Анжелік Віджайя Еммануель Гальярді Тамарін Танасугарн |
| 8 вересня  | Wismilak International Балі, Індонезія Турнір 3-ї категорії $225,000 - Хард - 30S/24Q/16D Одиночний розряд - Парний розряд | Марія Венто-Кабчі Анжелік Віджайя 7–5, 6–2           | Емілі Луа Ніколь Пратт            | Обата Саорі Марія Венто-Кабчі   | Анка Барна Анжелік Віджайя Еммануель Гальярді Тамарін Танасугарн |
| 15 вересня | Polo Open Шанхай, Китай Турнір 2-ї категорії $585,000 - Хард - 28S/32Q/16D Одиночний розряд - Парний розряд                | Олена Дементьєва 6–3, 7–6(8–6)                       | Чанда Рубін                       | Ай Суґіяма Морігамі Акіко       | Марія Шарапова Дінара Сафіна Алісія Молік Анка Барна             |
| 15 вересня | Polo Open Шанхай, Китай Турнір 2-ї категорії $585,000 - Хард - 28S/32Q/16D Одиночний розряд - Парний розряд                | Емілі Луа Ніколь Пратт 6–3, 6–3                      | Ай Суґіяма Тамарін Танасугарн     | Ай Суґіяма Морігамі Акіко       | Марія Шарапова Дінара Сафіна Алісія Молік Анка Барна             |
| 22 вересня | Sparkassen Cup Лейпциг, Німеччина Турнір 2-ї категорії $585,000 - Хард (п) - 28S/32Q/16D Одиночний розряд - Парний розряд  | Анастасія Мискіна 3–6, 6–3, 6–3                      | Жустін Енен-Арденн                | Кім Клейстерс Марія Венто-Кабчі | Патті Шнідер Надія Петрова Сандра Клейнова Елс Калленс           |
| 22 вересня | Sparkassen Cup Лейпциг, Німеччина Турнір 2-ї категорії $585,000 - Хард (п) - 28S/32Q/16D Одиночний розряд - Парний розряд  | Світлана Кузнецова Мартіна Навратілова 3–6, 6–1, 6–3 | Олена Лиховцева Надія Петрова     | Кім Клейстерс Марія Венто-Кабчі | Патті Шнідер Надія Петрова Сандра Клейнова Елс Калленс           |
| 29 вересня | Ladies Kremlin Cup Москва, Росія Турнір 1-ї категорії $1,300,000 - Хард (п) - 28S/32Q/16D Одиночний розряд - Парний розряд | Анастасія Мискіна 6–2, 6–4                           | Амелі Моресмо                     | Anna Пістолезі Олена Дементьєва | Олена Бовіна Елені Даніліду Франческа Ск'явоне Віра Звонарьова   |
| 29 вересня | Ladies Kremlin Cup Москва, Росія Турнір 1-ї категорії $1,300,000 - Хард (п) - 28S/32Q/16D Одиночний розряд - Парний розряд | Надія Петрова Меган Шонессі 6–3, 6–4                 | Анастасія Мискіна Віра Звонарьова | Anna Пістолезі Олена Дементьєва | Олена Бовіна Елені Даніліду Франческа Ск'явоне Віра Звонарьова   |
| 29 вересня | AIG Japan Open Токіо, Японія Турнір 3-ї категорії $170,000 - Хард - 30S/32Q/16D Одиночний розряд - Парний розряд           | Марія Шарапова 2–6, 6–2, 7–6(7–5)                    | Аніко Капрош                      | Аранча Парра Сантонха Чжен Цзє  | Ай Суґіяма Джилл Крейбас Клодін Шоль Янь Цзи                     |
| 29 вересня | AIG Japan Open Токіо, Японія Турнір 3-ї категорії $170,000 - Хард - 30S/32Q/16D Одиночний розряд - Парний розряд           | Марія Шарапова Тамарін Танасугарн 7–6(7–1), 6–0      | Ешлі Кергілл Ешлі Гарклроуд       | Аранча Парра Сантонха Чжен Цзє  | Ай Суґіяма Джилл Крейбас Клодін Шоль Янь Цзи                     |

### Жовтень
| Week      | Турнір | Чемпіонки                                    | Фіналістки                           | Півфіналістки                            | Чвертьфіналістки                                                                    |
| --------- | --- | -------------------------------------------- | ------------------------------------ | ---------------------------------------- | ----------------------------------------------------------------------------------- |
| 6 жовтня  | Porsche Tennis Grand Prix Filderstadt, Німеччина Турнір 2-ї категорії $650,000 - Хард (п) - 28S/32Q/16D Одиночний розряд - Парний розряд | Кім Клейстерс 5–7, 6–4, 6–2                  | Жустін Енен-Арденн                   | Марі П'єрс Олена Бовіна                  | Амелі Моресмо Магдалена Малеєва Ліндсі Девенпорт Олена Дементьєва                   |
| 6 жовтня  | Porsche Tennis Grand Prix Filderstadt, Німеччина Турнір 2-ї категорії $650,000 - Хард (п) - 28S/32Q/16D Одиночний розряд - Парний розряд | Ліза Реймонд Ренне Стаббс 6–2, 6–4           | Кара Блек Мартіна Навратілова        | Марі П'єрс Олена Бовіна                  | Амелі Моресмо Магдалена Малеєва Ліндсі Девенпорт Олена Дементьєва                   |
| 6 жовтня  | Tashkent Open Ташкент, Узбекистан Турнір 4-ї категорії $140,000 - Хард - 32S/32Q/16D Одиночний розряд - Парний розряд                    | Вірхінія Руано Паскуаль 6–2, 7–6(7–2)        | Обата Саорі                          | Аранча Парра Сантонха Еммануель Гальярді | Скавронська Людмила Анатоліївна Джилл Крейбас Єлена Костанич Адріана Серра-Дзанетті |
| 6 жовтня  | Tashkent Open Ташкент, Узбекистан Турнір 4-ї категорії $140,000 - Хард - 32S/32Q/16D Одиночний розряд - Парний розряд                    | Юлія Бейгельзимер Тетяна Пучек 6–3, 7–6(7–0) | Лі Тін Сунь Тяньтянь                 | Аранча Парра Сантонха Еммануель Гальярді | Скавронська Людмила Анатоліївна Джилл Крейбас Єлена Костанич Адріана Серра-Дзанетті |
| 13 жовтня | Swisscom Challenge Zurich, Швейцарія Турнір 1-ї категорії $1,300,000 - Хард (п) - 28S/32Q/16D Одиночний розряд - Парний розряд           | Жустін Енен-Арденн 6–0, 6–4                  | Єлена Докич                          | Кім Клейстерс Надія Петрова              | Тіна Писник Патті Шнідер Олена Бовіна Віра Звонарьова                               |
| 13 жовтня | Swisscom Challenge Zurich, Швейцарія Турнір 1-ї категорії $1,300,000 - Хард (п) - 28S/32Q/16D Одиночний розряд - Парний розряд           | Кім Клейстерс Ай Суґіяма 7–6(7–3), 6–2       | Вірхінія Руано Паскуаль Паола Суарес | Кім Клейстерс Надія Петрова              | Тіна Писник Патті Шнідер Олена Бовіна Віра Звонарьова                               |
| 20 жовтня | Generali Ladies Linz Лінц, Австрія Турнір 2-ї категорії $585,000 - Хард (п) - 28S/32Q/16D Одиночний розряд - Парний розряд               | Ай Суґіяма 7–5, 6–4                          | Надія Петрова                        | Патті Шнідер Віра Звонарьова             | Анастасія Мискіна Паола Суарес Anna Пістолезі Єлена Докич                           |
| 20 жовтня | Generali Ladies Linz Лінц, Австрія Турнір 2-ї категорії $585,000 - Хард (п) - 28S/32Q/16D Одиночний розряд - Парний розряд               | Лізель Губер Ай Суґіяма 6–1, 7–6(8–6)        | Маріон Бартолі Сільвія Фаріна-Елія   | Патті Шнідер Віра Звонарьова             | Анастасія Мискіна Паола Суарес Anna Пістолезі Єлена Докич                           |
| 20 жовтня | SEAT Open Люксембург, Люксембург Турнір 3-ї категорії $225,000 - Хард (п) - 30S/28Q/16D Одиночний розряд - Парний розряд                 | Кім Клейстерс 6–2, 7–5                       | Чанда Рубін                          | Марія Шарапова Марлен Вайнгартнер        | Емілі Луа Анка Барна Елені Даніліду Алісія Молік                                    |
| 20 жовтня | SEAT Open Люксембург, Люксембург Турнір 3-ї категорії $225,000 - Хард (п) - 30S/28Q/16D Одиночний розряд - Парний розряд                 | Марія Шарапова Тамарін Танасугарн 6–1, 6–4   | Олена Татаркова Марлен Вайнгартнер   | Марія Шарапова Марлен Вайнгартнер        | Емілі Луа Анка Барна Елені Даніліду Алісія Молік                                    |
| 27 жовтня | Advanta Championships Philadelphia, США Турнір 2-ї категорії $585,000 - Хард (п) - 28S/32Q/16D Singles - Doubles                         | Амелі Моресмо 5–7, 6–0, 6–2                  | Анастасія Мискіна                    | Надія Петрова Ай Суґіяма                 | Марлен Вайнгартнер Чанда Рубін Меган Шонессі Ліза Реймонд                           |
| 27 жовтня | Advanta Championships Philadelphia, США Турнір 2-ї категорії $585,000 - Хард (п) - 28S/32Q/16D Singles - Doubles                         | Мартіна Навратілова Ліза Реймонд 6–3, 6–4    | Кара Блек Ренне Стаббс               | Надія Петрова Ай Суґіяма                 | Марлен Вайнгартнер Чанда Рубін Меган Шонессі Ліза Реймонд                           |
| 27 жовтня | Challenge Bell Квебек, Канада Турнір 3-ї категорії $170,000 - Килим (i) - 30S/32Q/16D Одиночний розряд - Парний розряд                   | Марія Шарапова 6–2 ret.                      | Мілагрос Секера                      | Марі П'єрс Лора Гренвілл                 | Любомира Курхайцова Маріон Бартолі Чжен Цзє Аліна Жидкова                           |
| 27 жовтня | Challenge Bell Квебек, Канада Турнір 3-ї категорії $170,000 - Килим (i) - 30S/32Q/16D Одиночний розряд - Парний розряд                   | Лі Тін Сунь Тяньтянь 6–3, 6–3                | Елс Калленс Мейлен Ту                | Марі П'єрс Лора Гренвілл                 | Любомира Курхайцова Маріон Бартолі Чжен Цзє Аліна Жидкова                           |

### Листопад
| Week         | Турнір | Чемпіонки                                          | Фіналістки                    | Півфіналістки                         | Чвертьфіналістки                                               |
| ------------ | --- | -------------------------------------------------- | ----------------------------- | ------------------------------------- | -------------------------------------------------------------- |
| 3 листопада  | Чемпіонат Туру WTA Лос-Анджелес, США Чемпіонат кінця року $3,000,000 - Хард - 8S (Круговий турнір)/4D Одиночний розряд - Парний розряд | Кім Клейстерс 6–2, 6–0                             | Амелі Моресмо                 | Дженніфер Капріаті Жустін Енен-Арденн | Чанда Рубін Олена Дементьєва Анастасія Мискіна Ай Суґіяма      |
| 3 листопада  | Чемпіонат Туру WTA Лос-Анджелес, США Чемпіонат кінця року $3,000,000 - Хард - 8S (Круговий турнір)/4D Одиночний розряд - Парний розряд | Вірхінія Руано Паскуаль Паола Суарес 6–4, 3–6, 6–3 | Кім Клейстерс Ай Суґіяма      | Дженніфер Капріаті Жустін Енен-Арденн | Чанда Рубін Олена Дементьєва Анастасія Мискіна Ай Суґіяма      |
| 3 листопада  | Volvo Women’s Open Pattaya, Таїланд Tier V event $110,000 - Хард - 32S/28Q/16D Одиночний розряд - Парний розряд                        | Генрієта Надьова 6–4, 6–2                          | Любомира Курхайцова           | Тамарін Танасугарн Анка Барна         | Анастасія Родіонова Олена Татаркова Єлена Костанич Обата Саорі |
| 3 листопада  | Volvo Women’s Open Pattaya, Таїланд Tier V event $110,000 - Хард - 32S/28Q/16D Одиночний розряд - Парний розряд                        | Лі Тін Сунь Тяньтянь 6–4, 6–3                      | Вінне Пракуся Анжелік Віджайя | Тамарін Танасугарн Анка Барна         | Анастасія Родіонова Олена Татаркова Єлена Костанич Обата Саорі |
| 14 листопада | Фінал Кубка федерації Москва, Росія, Килим (i)                                                                                         | Франція · 4–1                                      | Сполучені Штати Америки       | Бельгія 1–4 · Росія 2–3               |                                                                |

## Рейтинг
Рейтинг WTA на кінець 2003 року:
| Ранг | Тенісистка         | Країна                      | Пункти | 2002 | Зміна |
| 1    | Жустін Енен-Арденн | Бельгія                     | 6,628  | 5    | +4    |
| 2    | Кім Клейстерс      | Бельгія                     | 6,553  | 4    | +2    |
| 3    | Серена Вільямс     | США                         | 3,916  | 1    | -2    |
| 4    | Амелі Моресмо      | Франція                     | 3,194  | 6    | +2    |
| 5    | Ліндсі Девенпорт   | США                         | 2,990  | 12   | +7    |
| 6    | Дженніфер Капріаті | США                         | 2,766  | 3    | -3    |
| 7    | Анастасія Мискіна  | Росія                       | 2,581  | 11   | +4    |
| 8    | Олена Дементьєва   | Росія                       | 2,383  | 19   | +11   |
| 9    | Чанда Рубін        | США                         | 2,328  | 13   | +4    |
| 10   | Ай Суґіяма         | Японія                      | 2,235  | 24   | +14   |
| 11   | Вінус Вільямс      | США                         | 2,211  | 2    | -9    |
| 12   | Надія Петрова      | Росія                       | 1,994  | 111  | +99   |
| 13   | Віра Звонарьова    | Росія                       | 1,808  | 45   | +32   |
| 14   | Паола Суарес       | Аргентина                   | 1,526  | 27   | +13   |
| 15   | Єлена Докич        | Союзна Республіка Югославія | 1,405  | 9    | -6    |
| 16   | Anna Пістолезі     | Ізраїль                     | 1,353  | 16   | =     |
| 17   | Меган Шонессі      | США                         | 1,350  | 30   | +13   |
| 18   | Кончіта Мартінес   | Іспанія                     | 1,316  | 34   | +16   |
| 19   | Даніела Гантухова  | Словаччина                  | 1,271  | 8    | -11   |
| 20   | Франческа Ск'явоне | Італія                      | 1,265  | 41   | +21   |

### Перші номери
| Утримувачка              | Коли здобула      | Коли позбулася   |
| ------------------------ | ----------------- | ---------------- |
| Серена Вільямс (USA)     | Кінець 2002 року  | 10 серпня 2003   |
| Кім Клейстерс (BEL)      | 11 серпня 2003    | 19 жовтня 2003   |
| Жустін Енен-Арденн (BEL) | 20 жовтня 2003    | 26 жовтня 2003   |
| Кім Клейстерс (BEL)      | 27 жовтня 2003    | 9 листопада 2003 |
| Жустін Енен-Арденн (BEL) | 10 листопада 2003 | Кінець 2003 року |

## Статистика
Список тенісисток які перемагали на турнірах:
- Кім Клейстерс - Sydney, Indian Wells, Rome, 'с-Гертогенбос, Stanford, Лос-Анджелес, Filderstadt, Люксембург and WTA Tour Championships (9)
- Жустін Енен-Арденн - Dubai, Charleston, Berlin, French Open, San Diego, Toronto, U.S. Open and Zurich (8)
- Анастасія Мискіна - Doha, Sarasota, Leipzig and Moscow (4)
- Серена Вільямс - Australian Open, Paris, Miami and Wimbledon (4)
- Олена Дементьєва - Amelia Island, Bali and Shanghai (3)
- Амелі Моресмо - Warsaw and Philadelphia (2)
- Чанда Рубін - Madrid and Eastbourne (2)
- Магі Серна - Estoril and Budapest (2)
- Марія Шарапова - Tokyo Japan Open and Quebec City (2)
- Anna Пістолезі - Sopot and Helsinki (2)
- Ай Суґіяма - Scottsdale and Linz (2)
- Дженніфер Капріаті - New Haven (1)
- Аманда Кетцер - Acapulco (1)
- Елені Даніліду - Auckland (1)
- Ліндсі Девенпорт - Tokyo Pan Pacific (1)
- Наталі Деші - Gold Coast (1)
- Сільвія Фаріна-Елія - Strasbourg (1)
- Ріта Гранде - Casablanca (1)
- Магдалена Малеєва - Birmingham (1)
- Алісія Молік - Hobart (1)
- Генрієта Надьова - Pattaya City (1)
- Ліза Реймонд - Memphis (1)
- Вірхінія Руано Паскуаль - Tashkent (1)
- Дінара Сафіна - Palermo (1)
- Меган Шонессі - Канберра (1)
- Паола Суарес - Відень (1)
- Тамарін Танасугарн - Hyderabad (1)
- Вінус Вільямс - Antwerp (1)
- Фабіола Сулуага - Bogotá (1)
- Віра Звонарьова - Bol (1)

Тенісистки які здобули перший титул:
- Наталі Деші - Gold Coast
- Алісія Молік - Hobart
- Тамарін Танасугарн - Hyderabad
- Олена Дементьєва - Amelia Island
- Віра Звонарьова - Bol
- Марія Шарапова - Tokyo Japan Open

Титули за країнами:
- Бельгія - 17 (Sydney, Dubai, Indian Wells, Charleston, Berlin, Rome, French Open, 'с-Гертогенбос, Stanford, San Diego, Лос-Анджелес, Toronto, U.S. Open, Filderstadt, Zurich, Люксембург and WTA Tour Championships)
- Росія - 11 (Doha, Sarasota, Amelia Island, Bol, Palermo, Bali, Shanghai, Leipzig, Moscow, Tokyo Japan Open and Quebec City)
- США - 11 (Канберра, Australian Open, Tokyo Pan Pacific, Paris, Antwerp, Memphis, Miami, Madrid, Eastbourne, Wimbledon and New Haven)
- Франція - 3 (Gold Coast, Warsaw and Philadelphia)
- Іспанія - 3 (Estoril, Budapest and Tashkent)
- Ізраїль - 2 (Sopot and Helsinki)
- Італія - 2 (Casablanca and Strasbourg)
- Японія - 2 (Scottsdale and Linz)
- Аргентина - 1 (Vienna)
- Австралія - 1 (Hobart)
- Болгарія - 1 (Birmingham)
- Колумбія - 1 (Bogotá)
- Греція - 1 (Auckland)
- ПАР - 1 (Acapulco)
- Словаччина - 1 (Pattaya City)
- Таїланд - 1 (Hyderabad)